# Guillaume Cornut
Pour les articles homonymes, voir Cornut.
Guillaume Cornut ou Cornuti (né à Marseille vers 1230 - mort au large de Malte le 8 juin ou le 8 juillet 1283) est un amiral provençal.

## Biographie
Lors de la guerre des Vêpres siciliennes, il est choisi par Charles d'Anjou pour commander la flotte provenço-angevine. Le 8 juin ou le 8 juillet 1283 (les sources diffèrent sur la date), il affronte au large de Malte les galères aragonaises commandées par Roger de Lauria et subit une défaite décisive. Il est tué d'un coup de lance pendant la bataille en tentant l'abordage d'un bâtiment adverse.

## Source
- Dictionnaire de la Provence et du Comté Venaissin